# Тангкубан
Тангкубан, полное название Тангкубан-Прау (индон. Tangkuban Perahu) — действующий вулкан на острове Ява.
Расположен в центральной части Явы, в 32 км к северу от Бандунга. Последнее извержение Тангкубан-Прау было отмечено в 1983 году. Популярный туристический объект в стране, на вершину Тангкубан-Прау можно въехать на машине по специально построенной дороге.
Тангкубан-Прау в переводе означает «Перевернутая лодка».